# Sandra Cisneros
Sandra Cisneros, född 20 december 1954 i Chicago, Illinois, är en amerikansk författare. 
Cisneros är uppväxt i en chicanofamilj och hennes verk handlar om konstens förmåga att övervinna svåra förhållanden och kulturella barriärer.